# Спортивное скалолазание на Олимпийских играх
Соревнования по спортивному скалолазанию на летних Олимпийских играх дебютировали на летних Олимпийских играх 2020 в Токио и включены в программу летних Олимпийских игр 2024. Управляющим органом соревнований по спортивному скалолазанию является Международная федерация спортивного скалолазания (англ. IFSC).
Первым олимпийским чемпионом в истории скалолазания 5 августа 2021 года стал испанец Альберто Хинес Лопес, который победил в лазании на скорость, стал седьмым в боулдеринге и четвёртым в лазании на трудность. На следующий день, 6 августа, словенка Янья Гарнбрет завоевала первое в истории золото в женском скалолазании, выиграв соревнования в боулдеринге и лазании на трудность.

## Заявка на включение в программу Игр
Этот вид спорта Международная федерация спортивного скалолазания в 2015 году предложила включить в программу летних Олимпийских игр, начиная с Игр 2020 года. В сентябре 2015 года спортивное скалолазание вместе с бейсболом, софтболом, скейтбордингом, серфингом и карате было включено в шорт-лист летних Олимпийских игр 2020 года; в июне 2016 года Исполнительный совет Международного олимпийского комитета (МОК) объявил, что поддержит предложение включить все виды спорта в шорт-лист Игр 2020 года. Наконец, 3 августа 2016 года все пять видов спорта (считая бейсбол и софтбол одним видом спорта) были одобрены для включения в олимпийскую программу 2020 года.

## Формат соревнований
На летних Олимпийских играх 2020 года розыгрыш медалей проходил в двух дисциплинах — мужском и женском многоборье. Формат соревнований объединил три дисциплины спортивного скалолазания: лазание на трудность, боулдеринг и лазание на скорость. Это решение вызвало широкую критику в альпинистском мире. [6]
Решение объединить в одно многоборье три дисциплины — лазание на трудность, боулдеринг и лазание на скорость — вызвало критику в мире скалолазания.
Члены IFSC объяснили, что Олимпийский комитет предоставил возможность розыгрыша только одного комплекта медалей для каждого пола, и они не хотят исключать лазание на скорость. Целью IFSC на Олимпийских играх 2020 года было прежде всего сделать скалолазание и три его дисциплины олимпийскими видами спорта; изменения в формате могут последовать позже. Эта тактика оказалась успешной: они получили второй комплект медалей на летних Олимпийских играх 2024 года, и в Париже лазание на скорость станет отдельным мероприятием, отличным от соревнований, сочетающих лазание на трудность и боулдеринг.
Окончательные результаты рассчитываются путём умножения мест скалолазов в каждой дисциплине скалолазания. Победителем становится тот, у кого минимальное произведение мест.

## Соревнования
| Текущая программа            |      |      |      |
| Соревнование                 | 2020 | 2024 | Годы |
| Мужчины, личное многоборье   | X    | X    | 2    |
| Мужчины, лазание на скорость |      | X    | 1    |
| Женщины, личное многоборье   | X    | X    | 2    |
| Мужчины, лазание на скорость |      | X    | 1    |
|                              |      |      |      |
| Всего соревнований           | 2    | 4    |      |

## Олимпийские рекорды
| Соревнование                                            | Раунд        | Спортсмен           | Страна  | Время | Игры       | Дата           | Рекорд |
| ------------------------------------------------------- | ------------ | ------------------- | ------- | ----- | ---------- | -------------- | ------ |
| Мужчины, личное многоборье (этап «лазание на скорость») | Квалификация | Басса Мавем         | Франция | 5.45  | Токио 2020 | 3 августа 2021 | OR     |
| Женщины, личное многоборье (этап «лазание на скорость») | Квалификация | Александра Мирослав | Польша  | 6.97  | Токио 2020 | 4 августа 2021 | OR     |
| Женщины, личное многоборье (этап «лазание на скорость») | Финал        | Александра Мирослав | Польша  | 6.84  | Токио 2020 | 6 августа 2021 | WR     |

## Медальный зачёт
С учётом результатов Олимпийских игр 2020 и 2024 годов
| Место          | Страна         | Золото | Серебро | Бронза | Всего |
| -------------- | -------------- | ------ | ------- | ------ | ----- |
| 1              | Словения       | 2      | 0       | 0      | 2     |
| 2              | Польша         | 1      | 0       | 1      | 2     |
| 3              | Великобритания | 1      | 0       | 0      | 1     |
| 3              | Индонезия      | 1      | 0       | 0      | 1     |
| 3              | Испания        | 1      | 0       | 0      | 1     |
| 6              | США            | 0      | 2       | 1      | 3     |
| 6              | Япония         | 0      | 2       | 1      | 3     |
| 8              | Китай          | 0      | 2       | 0      | 2     |
| 9              | Австрия        | 0      | 0       | 3      | 3     |
| Всего стран: 9 | Всего стран: 9 | 6      | 6       | 6      | 18    |

## Страны
Указанные в таблице страны участвовали в соревнованиях по спортивному скалолазанию на летних Олимпийских играх. Числа в таблице обозначают количество спортсменов, которые представляли страну на соревнованиях на Олимпийских играх указанного года. Число в последней графе (Годы) обозначает количество Игр, в соревнованиях по скалолазанию на которых принимали участие спортсмены страны.
| Страна             | 2020 | 2024 | Годы |
| ------------------ | ---- | ---- | ---- |
| Австралия          | 2    |      | 1    |
| Австрия            | 2    |      | 1    |
| Великобритания     | 1    |      | 1    |
| Германия           | 2    |      | 1    |
| Испания            | 1    |      | 1    |
| Италия             | 3    |      | 1    |
| Казахстан          | 1    |      | 1    |
| Канада             | 2    |      | 1    |
| Китай              | 2    |      | 1    |
| Польша             | 1    |      | 1    |
| Республика Корея   | 2    |      | 1    |
| ОКР                | 3    | —    | 1    |
| Словения           | 2    |      | 1    |
| США                | 4    |      | 1    |
| Франция            | 4    |      | 1    |
| Чехия              | 1    |      | 1    |
| Швейцария          | 1    |      | 1    |
| ЮАР                | 2    |      | 1    |
| Япония             | 4    |      | 1    |
| Всего стран:       | 19   |      |      |
| Всего спортсменов: | 40   |      |      |